# Pailou (socken i Kina, Sichuan)
Pailou (kinesiska: 排楼乡, 排楼) är en socken i Kina. Den ligger i provinsen Sichuan, i den sydvästra delen av landet, omkring 210 kilometer öster om provinshuvudstaden Chengdu. Antalet invånare är 9 405. Befolkningen består av 4 695 kvinnor och 4 710 män. Barn under 15 år utgör 22,0 %, vuxna 15-64 år 60 %, och äldre över 65 år 17,0 %.
Genomsnittlig årsnederbörd är 1 451 millimeter. Den regnigaste månaden är juni, med i genomsnitt 287 mm nederbörd, och den torraste är december, med 12 mm nederbörd.